# Melissa Erickson
Melissa Marie „Missy“ Erickson (* 5. September 1990 in Alexandria) ist eine US-amerikanische Bahnradsportlerin, die Kurzzeitdisziplinen bestreitet.
2013 wurde Melissa Erickson zweifache US-amerikanische Meisterin, im Teamsprint sowie im 500-Meter-Zeitfahren. Bei den Panamerikanischen Bahn-Meisterschaften belegte sie jeweils Rang vier in Keirin und im Teamsprint. Im Jahr darauf errang sie den nationalen Meistertitel im Sprint.